# Summer World University Games 2025/Teilnehmer (Laos)
| Gelbes Symbol für Goldmedaillen mit stilisierten Olympischen Ringen | Graues Symbol für Silbermedaillen mit stilisierten Olympischen Ringen | Braundes Symbol für Bronzemedaillen mit stilisierten Olympischen Ringen |
| ------------------------------------------------------------------- | --------------------------------------------------------------------- | ----------------------------------------------------------------------- |
| —                                                                   | —                                                                     | —                                                                       |

Laos nahm an den Summer World University Games 2025 vom 16. bis zum 27. Juli mit einem Athleten teil.

## Teilnehmer nach Sportarten

### Fechten
Männer
- Quentin Geoffroy